# Cancer Moon
Cancer Moon fue un grupo de música rock fundado en Bilbao (País Vasco, España) en 1988. Como grupo no se disolvieron oficialmente, pero en 1996 cesó su actividad pública.
El grupo facturó un sonido entre el noise rock y el rock alternativo, que en aquellos años 90 empezaba a eclosionar en España con grupos como Surfin' Bichos, 713avo Amor o The Pantano Boas. Son considerados como uno de los grupos fundadores del noise en España. Cancer Moon manejaban entre sus influencias a grupos como The Velvet Underground, Sonic Youth o Television.
Publicaron tres álbumes, cada uno en un sello diferente debido a sus problemas para encontrar una discográfica en la que encajasen: Hunted by the snake (1990), Flock, colibri, oil (1992) y Moor room (1994). Este último fue elegido como mejor disco nacional del año por la revista musical Rockdelux.
Josetxo Anitua, fundador y compositor del grupo falleció el 22 de abril de 2008 a los 43 años de edad.

## Historia
El grupo se fundó en 1988, con la unión de Josetxo Anitua (voz), Jesús Suinaga (batería) y Jon Zamarripa (guitarra). Los dos primeros provenían de otros grupos como La Tercera en Discordia y Jugos de Otros (además, posteriormente Jesús tocó con los pamplonicas Los Bichos), mientras que Jon venía de Gazte Hilak, Test, Los Primitivos y Los Extraños/Los Raros.
Publicaron su primer álbum, Hunted by the Snake, en 1990, con el sello experimental Polar Records, y bajo la producción del codirector de Ruta 66, Jaime Gonzalo. En la edición CD se incluyó la versión de "I Need Somebody" de Iggy Pop.
Cuando finalmente abandonan Polar, fichan en 1994 por, la por aquel entonces pujante discográfica, Munster Records, que los manda a Burdeos a grabar su siguiente álbum, Flock, colibri, Oil en tan sólo cuatro días con el productor Kid Pharaon. Para aquel entonces ya había abandonado la formación Suinaga, así que Anitua y Zamarripa se apoyaron en músicos de estudio para completar el disco. En la versión en CD se incluyeron en este caso dos canciones extras, "Human Jukebox", de The Scientists, y "Girl#", de Suicide.
Una vez más cambian de discográfica, esta vez a Radiation Records, lo cual no les impide confeccionar el mejor álbum del año, según Rockdelux. Moor Room salió a la venta en 1994.

## Miembros
- Josetxo Anitua: voz.
- Jon Zamarripa: guitarra.
- Jesús Suinaga (1988 - 1991): batería.

## Discografía

### Álbumes
- 12 Stereo surgery mistakes (Autoeditado, 1989). Maqueta en casete.
- Hunted by the snake (Polar Records, 1990)
- Flock, colibrí, oil (Munster Records, 1992)
- Moor room (Radiation Records, 1994)
- TV tape (Autoeditado, 1994). Casete.

### Singles
- «Cancer Moon» (Goo Records, 1994)

### Apariciones en recopilatorios
- «Cruella Devil» y «Fame of glory», en The Worst Around (1990, Romilar-D). «Cruella Devil» es una versión diferente a la que aparece en Hunted by the snake y «Fame of glory» apareció en la maqueta.
- «Look out», en el EP compartido que apareció con el primer número del fanzine Beatnick fly (Munster Records/Bar Muga, 1991)
- «Lurker», en Navidades Furiosas (La Fábrica Magnética, 1993).